# France (Film)
France ist ein Spielfilm von Bruno Dumont, der im Juli 2021 bei den Internationalen Filmfestspielen von Cannes 2021 seine Premiere feierte und am 25. August 2021 in die französischen Kinos kam. In der Titelrolle ist Léa Seydoux besetzt.

## Handlung
France de Meurs ist Kriegsreporterin und populäre Moderatorin eines französischen Privatsenders. Sie ist mit dem Schriftsteller Fred de Meurs verheiratet und hat mit ihm einen zehnjährigen Sohn, der sich weitgehend selbst überlassen bleibt. Als sie den Jungen, wieder einmal verspätet, in die Schule bringt, fährt sie in ihrer Hast einen Motorrollerfahrer an, der verletzt ins Krankenhaus eingeliefert wird. Sie fühlt sich schuldig, besucht ihn im Krankenhaus und sucht dann seine Eltern auf. Die Eltern, Franzosen afrikanischer Herkunft, sind beide arbeitslos, der Sohn ist der einzige Ernährer der Familie. Die Eltern fühlen sich geschmeichelt durch den Besuch eines Fernsehstars. Eine Entschädigung, die sie ihnen aufdrängt, nehmen sie erst nach längerem Zögern an. France selbst findet sich plötzlich auf den Titelblättern der Regenbogenpresse wieder, samt der Story vom Unfall und den geleisteten Zahlungen an die Eltern des Unfallopfers.
Die spontane Zahlung von 3000 Euro an die Familie führt zu einem heftigen Ehekrach, bei dem France ihrem Ehemann vorhält, sie verdiene ja das Fünffache seines Einkommens, habe daher auch das Recht, darüber frei zu verfügen. Während einer der folgenden Fernsehshows bricht sie weinend zusammen, sie kann ihren Verpflichtungen nicht mehr nachkommen. Ihr Psychotherapeut empfiehlt eine Therapie in einer Klinik in den Alpen.
Dort lernt France einen Mann kennen, der angeblich nicht weiß, wen er da vor sich hat, angeblich ist er Lateinlehrer. Er zitiert für sie Verse aus der Weltliteratur und singt ihr bei einem Schneespaziergang Dies irae, dies illa vor, d. h. er gleicht so gar nicht den Männern aus der Medienwelt, mit denen sie es sonst zu tun hat. Sie verliebt sich in den Mann. Zurück aus der Kur, findet sie in der Boulevard-Presse einen farbigen Bericht über ihren Klinikaufenthalt vor, den er geschrieben hat. Außer sich vor Zorn, bricht sie die Beziehung ab, während der Mann, der sich in sie verliebt hat, sich nicht abweisen lassen will. Sie nimmt ihre alte Arbeit am Sender wieder auf, inszeniert mit ihrem Team weiterhin Sensationsgeschichten und gewinnt ihre alte Popularität zurück. Als sie in ihrer Sendung ihre jüngste Reportage von Bootsflüchtlingen zeigt, entlarvt sich durch eine Panne in der Regie der Film als zynische Inszenierung. Dadurch gerät sie erneut in die Kritik. Die Beziehung zu ihrem Ehemann bleibt angespannt. Er unternimmt mit dem Sohn eine Ferienreise in den Süden, es kommt zu einem Unfall, das Auto überschlägt sich, und die beiden kommen in dem brennenden Wagen zu Tode.
Durch ihren Starruhm und die Verkettung tragischer Ereignisse gerät die gefeierte Kriegsreporterin und TV-Journalistin France de Meurs in eine Abwärtsspirale. Sie versucht sich selbst zu retten, indem sie sich in die Arbeit stürzt. In ihrer Krise gelingt es ihr, dem Mann, von dem sie sich enttäuscht getrennt hatte, zu verzeihen und erneut eine Beziehung zu wagen.

## Produktion

### Filmstab, Besetzung und Dreharbeiten
Regie führte Bruno Dumont, der auch das Drehbuch schrieb.
Léa Seydoux spielt in der Titelrolle France de Meurs. Benjamin Biolay übernahm die Rolle von Fred de Meurs.
Die Aufnahmen entstanden unter anderem auf Schloss Elmau im Wettersteingebirge bei Garmisch-Partenkirchen, wo die Dreharbeiten Mitte Dezember 2019 beendet wurden. Gedreht wurde außerdem an der Küste der Picardie, den Hauts-de-France, Apulien und Geisterstadt Craco, Basilikata. Als Kameramann fungierte David Chambille.
Die Dreharbeiten im Élysée-Palast fanden mit einer Sondererlaubnis während Macrons Aufenthalt in China statt. Die Pressekonferenz mit Macron wurde aus Archivmaterial zusammengeschnitten.

### Veröffentlichung
Die Premiere des Films erfolgte am 15. Juli 2021 bei den Internationalen Filmfestspielen von Cannes 2021, wo der Film um die Goldene Palme konkurrierte. Am 25. August 2021 kam der Film in die französischen Kinos. Für Deutschland hat MFA+ FilmDistribution die Rechte erworben. Im September 2021 lief der Film beim Toronto International Film Festival. Ende September, Anfang Oktober 2021 wurde der Film beim Filmfest Hamburg und beim New York Film Festival gezeigt und hiernach beim Busan International Film Festival. Ende Oktober 2021 wurde der Film bei der Viennale vorgestellt. Der Kinostart in Deutschland erfolgte am 9. Juni 2022. Am 18. November 2022 wurde der Film in Deutschland auf DVD veröffentlicht.

## Auszeichnungen
César 2022
- Nominierung als Beste Schauspielerin (Léa Seydoux)

Internationale Filmfestspiele von Cannes 2021
- Nominierung für die Goldene Palme (Bruno Dumont)

## Synchronisation
Die deutsche Synchronisation entstand nach einem Dialogbuch und der Dialogregie von Henning Stegelmann im Auftrag der Mo Synchron GmbH, München.
| Darsteller        | Synchronsprecher    | Rolle                            |
| ----------------- | ------------------- | -------------------------------- |
| Léa Seydoux       | Stephanie Kellner   | France de Meurs                  |
| Jawad Zemmar      | Lenny Peteanu       | Baptiste                         |
| Emanuele Arioli   | Leonard Hohm        | Charles Castro                   |
| Annick Lavieville | Bettina Redlich     | Danièle                          |
| Benjamin Biolay   | Thomas Wenke        | Fred de Meurs                    |
| Gaëtan Amiel      | Vincent Kuplien     | Joseph de Meurs                  |
| Marc Bettinelli   | Julian Bayer        | Lolo                             |
| Blanche Gardin    | Stefanie Dischinger | Lou                              |
| Noura Benbahlouli | Sacha Holzheimer    | Maman Baptiste                   |
| Juliane Köhler    | Juliane Köhler      | Mme Arpel                        |
| Abdellah Chahouat | Andreas Borcherding | Papa Baptiste                    |
| Emmanuel Macron   | Martin Halm         | Emmanuel Macron (Archivmaterial) |